# Tenemos la Carne
Pour plus de détails, voir Fiche technique et Distribution.
Tenemos la Carne (Littéralement : Nous avons la viande) est un film d'horreur mexicain-français écrit et réalisé par Emiliano Rocha Minter, sorti en 2016.

## Synopsis
Lucio et sa sœur Fauna déambulent dans un Mexique en ruine à la recherche de provisions. Dans un bâtiment abandonné et dévasté, ils rencontrent un homme qui va les entraîner dans un torrent de perversités, de violence et de folie.

## Fiche technique
- Titre original : Tenemos la Carne
- Titre international : We Are the Flesh
- Réalisation : Emiliano Rocha Minter
- Scénario : Emiliano Rocha Minter
- Montage : Emiliano Rocha Minter, Yibran Asuad
- Musique : Esteban Aldrete
- Production : Emiliano Rocha Minter, Julio Chavezmontes, Moisés Cosío
- Sociétés de production : Piano, Detalle Films, Sedna Films
- Société(s) de distribution :
- Pays d’origine :  France,  Mexique
- Langue : espagnol
- Lieux de tournage : Mexico, Mexique
- Format : couleur
- Genre : drame, horreur
- Durée : 79 minutes (1 h 19)
- Dates de sortie :
  -  Pays-Bas : 2 février 2016 au Festival international du film de Rotterdam
  -  France : 16 mai 2016 au Festival de Cannes
  -  Royaume-Uni : juin 2016 au East End Film Festival (en)
  -  Italie : juillet 2016 au Milano Film Festival (it)
  -  Suisse : 8 juillet 2016 au Festival international du film fantastique de Neuchâtel
  -  Canada : 22 juillet 2016 au FanTasia
  -  Corée du Sud : 30 juillet 2016 au Festival international du film fantastique de Puchon
  -  Portugal : 8 septembre 2016 au MOTELX (pt)
  -  Allemagne : 16 septembre 2016 au Festival international du film d'Oldenbourg
  -  États-Unis :
    - 24 septembre 2016 au Fantastic Fest
    - octobre 2016 au Brooklyn Horror Film Festival (en)
    - 16 octobre 2016 au Festival international du film de Chicago
    - 4 novembre 2016 au Denver Film Festival (en)
    - 11 février 2017 au Northwest Film Center (en)

  -  Espagne : octobre 2016 au Festival international du film de Catalogne
  -  Mexique :
    - octobre 2016 au Festival international du film de Morelia
    - novembre 2016 au Morbido Film Fest (es)

  -  Suède : 23 octobre 2016 au Monsters of Film de Stockholm
  -  Grèce : 10 novembre 2016 au Festival international du film de Thessalonique
  -  Belgique : 11 mars 2017 au Offscreen 2017

## Distribution
- Noé Hernández (en) : Mariano
- María Evoli : Fauna
- María Cid : María
- Diego Gamaliel : Lucio
- Gabino Rodríguez : le soldat mexicain